# Gevork Andreevič Vartanjan
Gevork Andreevič Vartanjan, in russo Гево́рк Андре́евич Вартаня́н? (Rostov sul Don, 17 febbraio 1924 – Mosca, 10 gennaio 2012), è stato un agente segreto sovietico che sventò l'operazione Weitsprung.
Ancora diciannovenne ricevette l'incarico di seguire ed eventualmente neutralizzare gli inviati tedeschi che avrebbero dovuto eliminare Stalin, Churchill e Roosevelt alla conferenza di Teheran.
Vartanjan fece sorvegliare strettamente il quartier generale dei tedeschi e questi rinunciarono all'operazione.